# Franciszek Rohland
Franciszek Maksymilian Rohland (ur. (1779?)1780 w Sławicach Szlacheckich w Miechowskiem, zm. 5 lipca 1860 w Lublinie) – polski generał brygady w czasie powstania listopadowego, kawaler krzyża złotego orderu Virtuti Militari.

## Życiorys
Służbę wojskową rozpoczął kampanią roku 1807 w armii Księstwa Warszawskiego. Porucznik w 6 pułku piechoty, kapitan z 1807 po odbyciu kampanii mazurskiej. Brał udział w wojnie z Austrią w 1809 i kampanii moskiewskiej jako major W 1813 był szefem batalionu z obrony Modlina, której bronił, a potem przebywał w niewoli rosyjskiej. Uwolniony w kwietniu 1814, od marca 1815 w wojsku Królestwa Polskiego, podpułkownik, dowódca baonu wzorowych grenadierów. Od 1817 dowódca 7 pułku piechoty lekkiej. Uzyskał w 1820 stopień pułkownika.
W czasie powstania listopadowego dowódca Brygady Piechoty. Awansowany do stopnia generała w lutym 1831 roku. Odznaczył się bohatersko w bitwach pod Grochowem i Wawrem. Po odcięciu 2 Dywizji Piechoty od reszty wojsk powstańczych (bitwa pod Ostrołęką) wziął udział w wyprawie na Litwę pod komendą gen. Antoniego Giełguda. Uczestniczył w bojach pod Rajgrodem, Szawlami i w nieudanym ataku na Wilno. Po przekroczeniu granicy pruskiej został internowany. Po uwolnieniu z internowania wrócił do Warszawy w 1832 i złożył przysięgę na wierność carowi, co nie uchroniło go od zesłania. Za udział w powstaniu zesłany został do Wołogdy. Po powrocie z zesłania w 1833 osiadł w Tuszowie i prowadził rozległe interesy majątkowe. Zmarł w Lublinie, pochowany w Bychawce.

## Odznaczenia
- Krzyż Złoty Orderu Virtuti Militari – 1808[2]
- Order Świętej Anny II klasy – 1819[2]
- Order Świętej Anny II klasy z koroną – 1829[2]
- Znak Honorowy za 20 lat służby – 1830[2][3]